# Irische Badmintonmeisterschaft 1980
Die Irische Badmintonmeisterschaft 1980 fand bereits im Dezember 1979 in Dublin statt.

## Finalergebnisse
| Disziplin    | Sieger                          | Finalist                     | Ergebnis           |
| ------------ | ------------------------------- | ---------------------------- | ------------------ |
| Herreneinzel | Colin Bell                      | Bill Thompson                | 15-3, 12-15, 15-10 |
| Dameneinzel  | Barbara Beckett                 | Diane Underwood              | 11-6, 11-1         |
| Herrendoppel | Frazer Evans Brien McKee        | Billy Cameron Peter Ferguson | 18-14, 12-15, 15-5 |
| Damendoppel  | Barbara Beckett Diane Underwood | Mary Dinan Wendy Orr         | w.o.               |
| Mixed        | Bill Thompson Barbara Beckett   | Frazer Evans Diane Underwood | 15-12, 15-8        |